# Yigoga toxistigma
Yigoga toxistigma är en fjärilsart som beskrevs av George Francis Hampson 1903. Yigoga toxistigma ingår i släktet Yigoga och familjen nattflyn. Inga underarter finns listade i Catalogue of Life.